# China Three Gorges Corporation
China Three Gorges Corporation (CTG) est une entreprise chinoise spécialisée dans la construction et l'exploitation de centrales hydroélectriques, ainsi que dans les autres énergies renouvelables. Comme son nom l'indique, la China Three Gorges Corporation a construit le barrage des Trois-Gorges. Elle possède en tant que filiale notamment la China Yangtze Power.

## Histoire
En décembre 2011, China Three Gorges Corporation annonce prendre une participation de 21 % dans Energias de Portugal pour 2,7 milliards d'euros. En parallèle, China Three Gorges Corporation annonce acquérir une participation de 29 % dans China Power New Energy Development pour 270 millions de dollars.
En juin 2015, CTG et Energias de Portugal créent une coentreprise appelée Hydroglobal.
En 2016, la China Three Gorges Corporation a acquis les droits d'exploitation des centrales de Jupia (1 551 MW) et d'Ilha Solteira (3 444 MW) pour 3,7 milliards de dollars, devenant le second plus grand producteur privé d'électricité au Brésil.
En octobre 2016, Duke Energy annonce la vente de ses activités à l'international, principalement situées en Amérique latine. Cela consiste à vendre pour 1,2 milliard de dollars une capacité de production 2 300 MW située au Pérou, Chili, Équateur, Guatemala, Salvador et en Argentine au fonds d'investissement I Squared Capital, ainsi que vendre pour 1,2 milliard de dollars une capacité de production de 2 090 MW à China Three Gorges Corporation.
En août 2017, China Three Gorges Corporation avec notamment Hubei Energy Group annonce acquérir la centrale hydroélectrique de Chaglla au Pérou à Odebrecht, englué dans des affaires de pots-de-vin, pour 1,39 milliard de dollars.
En août 2018, China Three Gorges Corporation annonce lancer une offre d'acquisition sur les participations qu'il ne détient pas dans Energias de Portugal pour 9,07 milliards d'euros.
En septembre 2021, le siège de la société est déplacé de Pékin à Wuhan, capitale de la province du Hubei.